# Denham Film Studios

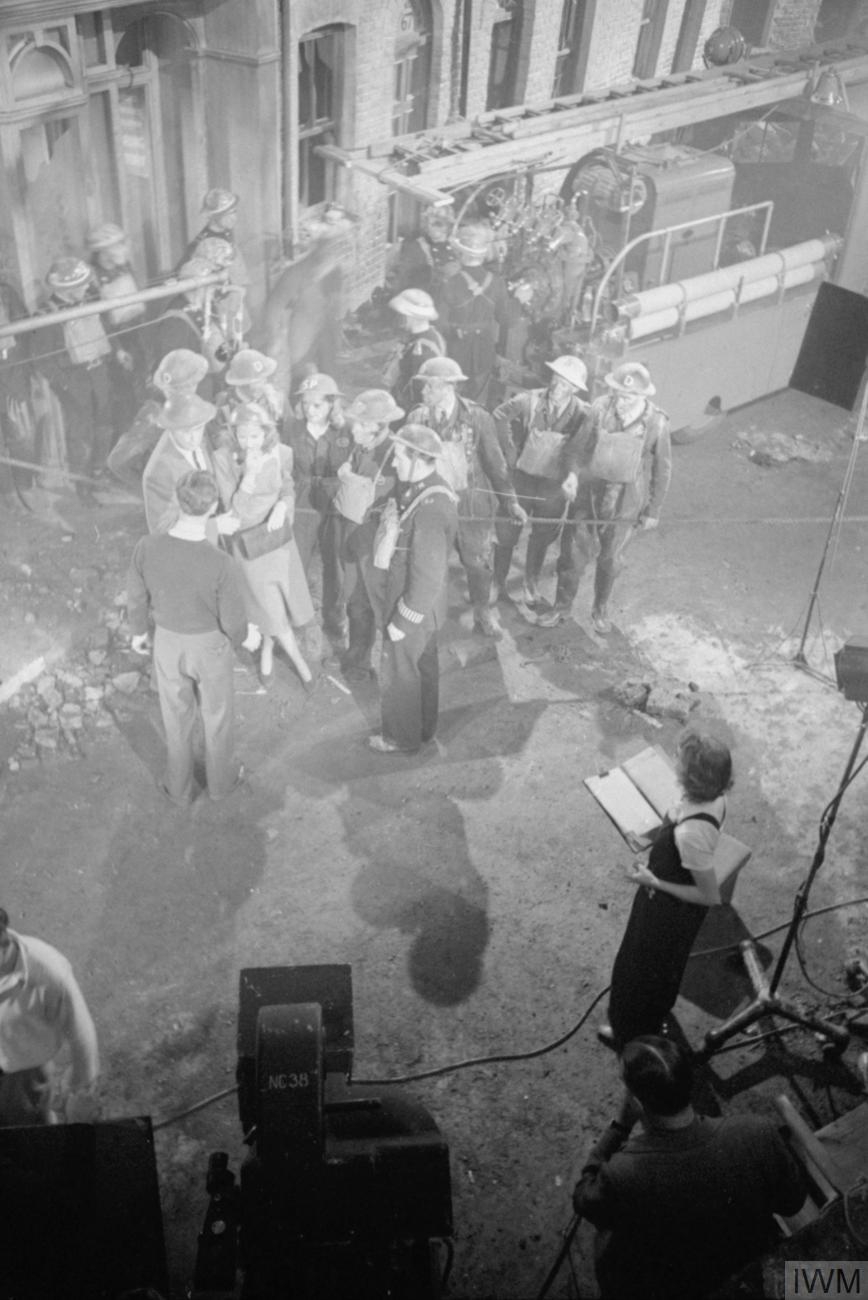
Dreharbeiten in den Denham Film Studios

Die Denham Film Studios in Denham bei London waren ein britisches Filmproduktionsstudio. Sie wurden von Alexander Korda gegründet. Walter Gropius und Maxwell Fry hatten die Gebäude entworfen.

## Geschichte
Die Filmstudios wurden von 1936 bis 1952 betrieben und bestanden aus sieben riesigen Atelierhallen, die auf einem 67 Hektar großen Grundstück lagen. Die Aufnahmegeräte repräsentierten einen Wert von 40.000 englischen Pfund, der Lichtverbrauch entsprach einer Stadt mit 100.000 Einwohnern, der Wochenbedarf an Rohfilm belief sich im Durchschnitt auf 350.000 Meter, und das Stammpersonal umfasste 1.500 Personen. Diese wurden von 28 Köchen, die täglich 5.000 Mahlzeiten zubereiteten, verköstigt.
In der Hauptsache wurden in den Atelierräumen die Filme von Alexander Korda von der Film Productions Ltd. hergestellt, oder sie wurden an englische und amerikanische Firmen vermietet.
In den späten 1930er Jahren übernahm J. Arthur Rank die Denham Film sowie die Pinewood Studios. In den 1960er und 1970er Jahren wurden die Büros von Rank Xerox und die Studios als Lagerhäuser genutzt.
Die Gebäude wurden 1980 abgerissen und das Gelände als Gewerbegebiet umgestaltet. 2007 wurde das Areal erneut umgestaltet und darauf Luxuswohnungen und -häuser gebaut. Das von Walter Gropius entworfene Labor blieb jedoch erhalten.